# Південноафрикансько-японські відносини
Південноафрикансько-японські відносини — двосторонні дипломатичні відносини між ПАР та Японією, встановлені у 1937, розірвані у 1941 та відновлені у 1961. Незважаючи на режим апартеїду, відносини двох країн у 1950—1980-х були дружніми, а нині ПАР є головним торговим партнером Японії в Африці, а також основним одержувачем японських прямих інвестицій в Африці.

## Історія

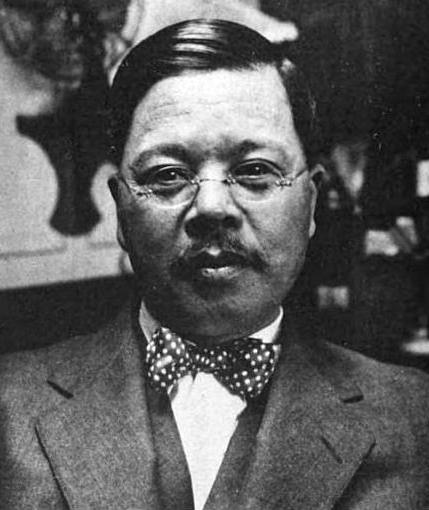
Фуруя Комахей, перший японський бізнесмен у Південній Африці.

Дипломатичні відносини двох країн встановлені в 1937, коли відкрито японське посольство в Преторії. Південноафриканський союз (у той час частина Британської імперії) став третьою африканською державою (після Єгипту та Ефіопії), з якою Токіо встановив дипломатичні відносини.
У довоєнний період Південна Африка постачала до Японії шерсть.
У грудні 1941 після вступу Токіо до Другої світової війни Південноафриканський союз розірвав з Японією дипломатичні відносини і оголосив їй війну. Тим не менш, обидві країни дуже потребували одна одної, насамперед економічного співробітництва. Вже в 1952 відкрилося японське консульство в Преторії (при цьому дипломатичні відносини були відновлені лише в 1961).
В 1962 в Японії відкрилося перше консульство ПАР, а в 1964 в ПАР запрацювало друге японське консульство (в Кейптауні). Двосторонній товарообіг наприкінці 1950-1960-х зростав дуже швидко. З 1957 по 1967 експорт Японії в ПАР зріс з 50 млн доларів до 157 млн доларів, а імпорт в Японію з ПАР збільшився з 34 млн доларів до 267 млн доларів.
Тісні двосторонні відносини не могла зіпсувати навіть політика апартеїду, що проводиться південноафриканською владою, оскільки японці (на відміну від китайців) отримали в ПАР статус «почесних білих» (honorary whites). У свою чергу Японія намагалася не порушувати питання про апартеїд.
У 1962 японська делегація голосувала проти прийняття резолюції Генеральної асамблеї ООН № 1761 про засудження режиму апартеїду, а в 1973 Японія утрималася при голосуванні за резолюцією № 3068, що визнала апартеїд злочином проти людства.
В 1990 Японію відвідав Нельсон Мандела, але незважаючи на теплий прийом, його прохання про фінансову допомогу було відкинуто. Обережна політика Токіо принесла свої плоди — наприкінці 1980-х Японія стала головним торговим партнером ПАР, а ПАР — головним торговим партнером Японії в Африці.
Після падіння режиму апартеїду двосторонні відносини залишаються дружніми.
У 1993 засновано Токійську міжнародну конференцію з питань розвитку Африки (ТІКАД), яка проводиться 1 раз на 5 років, організаторами якої стали уряд Японії, Програма розвитку ООН та Офіс спеціального радника ООН з Африки (з 2013 також Світовий банк та Африканський Союз), в 1994 японська влада виділила кошти на проведення вільних виборів у ПАР.
У 2002 ПАР відвідав японський прем'єр-міністр Дзюнітіро Коїдзумі. Президент ПАР Табо Мбекі відвідував Японію 4 рази — у 2000, 2001, 2003 та 2008.

## Економічна співпраця
ПАР залишається найважливішим торговим партнером Японії, і навіть основним одержувачем японських інвестицій.
У 2014 експорт з ПАР до Японії — 5 724 млн доларів (34% японського експорту з Африки), японський експорт до ПАР — 3 259 млн доларів (31% японського експорту до Африки).
ПАР – основний одержувач японських інвестицій на Африканському континенті. На кінець 2014 накопичені японські прямі інвестиції в Африці склали 10 467 млн доларів, з яких на ПАР припало 7 702 млн доларів(74%).